# Víctor Dubsky de Třebomyslice
El conde Víctor Dubsky de Třebomyslice (en alemán, Viktor Graf Dubský von Třebomyslice) (Viena, 6 de marzo de 1834–Zdislavice, 1915) fue un diplomático y militar austríaco.

## Biografía
Fue fruto del matrimonio formado por el conde Franz Josef Ignaz Johann Nepomuk Vincenz Dubsky von Trebomyslic (1784-1873) y su tercera esposa, la baronesa Eugenie von Bartenstein (1808-1837). Por parte de padre, tenía una medio hermana, la escritora Marie von Ebner-Eschenbach, hija de su matrimonio con la baronesa Maria Rosalia Therese von Vockel (1801-1830). También tuvo otro hermano, Adolf (1833-1911).
Siguió la carrera militar como era habitual en los jóvenes de la nobleza del Imperio austríaco. En 1845 comenzó estudios en la academia de ingenieros del Ejército imperial austríaco en Viena (k. k. Ingenieursakademie für Offiziere).
En 1850 ingresó en el ejército imperial y real. Siete años después (1857) siendo aún cadete, comenzó su carrera diplomática. Desde 1872 a 1877 ostentó el cargo de enviado de Francisco Jose I ante Naser ad-Din Shah de Persia. A partir de 1877 ejerció el cargo de enviado ante Jorge I de Grecia, reuniendo en 1878 el de embajador ante la Sublime Puerta. Cesó en ambos cargos en 1880, siendo sustituido por Adolph von Brenner-Felsach.

En 1882 fue nombrado embajador ante Alfonso XII de España, que desde 1879 estaba casado con la archiduquesa María Cristina de Austria. Tras la muerte de este monarca continuó siéndolo, durante el de su hijo Alfonso XIII bajo la regencia de su madre María Cristina. Ese mismo año también fue nombrado teniente de mariscal de campo. Durante su estancia en Madrid fue uno de los diplomáticos más queridos en la época. En 1898, Monte-Cristo en su libro Los salones de Madrid escribía:
El decano de los Embajadores extranjeros cerca de la corte de España es el ilustre y respetado conde Víctor Dubsky, que ya puede decirse que forma parte de nuestra sociedad aristocrática. De elevada estatura y gallarda presencia, el noble señor es, por su talento y por sus bellas cualidades, digno de figurar en primera línea en el mundo diplomático. 
La embajada estaba situada en el palacio de Anglona, por entonces también propiedad y residencia de Pedro Caro y Szechenyi, VI marqués de la Romana y su familia. 
En 1903 dejó este cargo en Madrid y fue nombrado por Francisco José I, miembro vitalicio de la Herrenhaus, cámara alta de Cisleitania. 

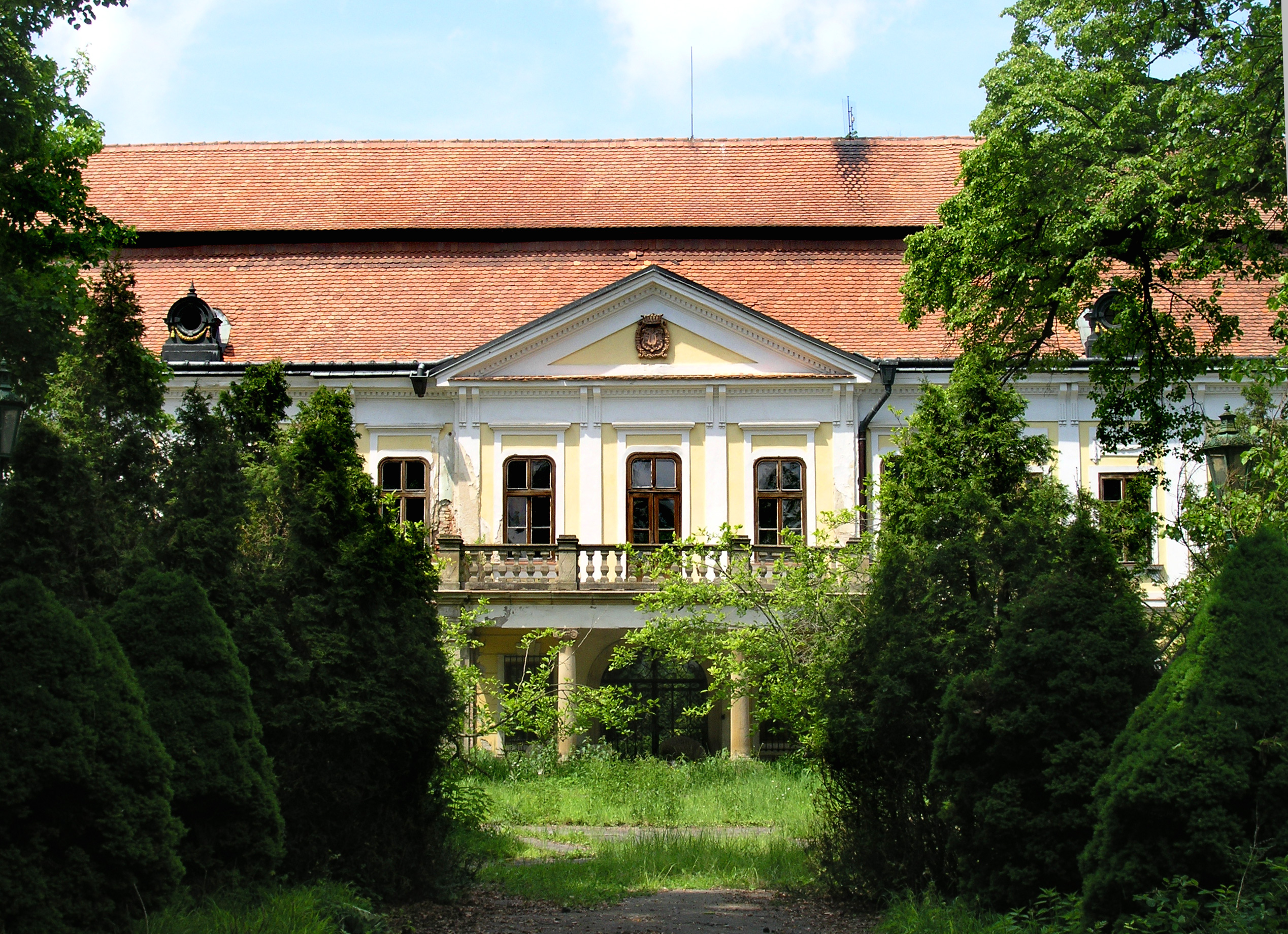
Su castillo de Zdislavice, donde murió.

Murió el 16 de julio de 1915 en su castillo de Zdislavice (actual República checa). 

## Matrimonio y descendencia
De su matrimonio con la condesa Rosina von Thun und Hohenstein (1848-1931) tuvo dos hijos:
- Helene (1874-), casada en 1894 con el barón Waldemar von Thienen-Adlerflych.
- Adolf Oswald (1878-1953), casado en 1907 con Irene Amy Romola von Lützow.

## Títulos, órdenes y cargos

### Títulos
- Conde (Graf) ( Imperio austríaco, 1843)

### Órdenes

#### Imperio austríaco
- Caballero gran cruz de la Orden imperial de Leopoldo (1898)
- Caballero de primera clase de la Orden imperial de la Corona de Hierro (1880)
- Condecorado con la Cruz del Mérito Militar (1859)

#### Extranjeras
- Caballero gran cruz de la Orden de Carlos III. (14 de enero de 1889)
- Caballero gran cruz de la Orden de Isabel la Católica. (10 de marzo de 1872)
- Caballero de primera clase de la Orden de San Estanislao. ( Imperio ruso)
- Caballero gran cruz de la Orden del Redentor ( Reino de Grecia)
- Condecorado con la primera clase de la Orden de Medjidie (Imperio otomano)
- Caballero de primera clase de la Orden del Sol y el León (Persia)

### Cargos

#### De corte
- Consejero íntimo actual del Emperador de Austria. (1880)
- Chambelán del Emperador de Austria (1861)

#### Diplomáticos
- Embajador de Francisco José I de Austria ante el rey de España. (1888-1903)
- Embajador de Francisco José I de Austria ante la Sublime puerta. (1878-1880)
- Enviado de Francisco José I de Austria ante Jorge I de Grecia. (1877-1880)
- Enviado de Francisco José I de Austria Naser ad-Din Shah de Persia. (1872-1877)